# Uloborus viridimicans
Uloborus viridimicans là một loài nhện trong họ Uloboridae.
Loài này thuộc chi Uloborus. Uloborus viridimicans được Eugène Simon miêu tả năm 1893.